# Roccagiovine
Roccagiovine est une commune italienne de la ville métropolitaine de Rome Capitale, dans la région Latium.

## Administration
| Période                                  | Période | Identité | Étiquette | Qualité |
| ---------------------------------------- | ------- | -------- | --------- | ------- |
|                                          |         |          |           |         |
| Les données manquantes sont à compléter. |         |          |           |         |

### Communes limitrophes
Licenza, Mandela, San Polo dei Cavalieri, Vicovaro.